# András Hargitay

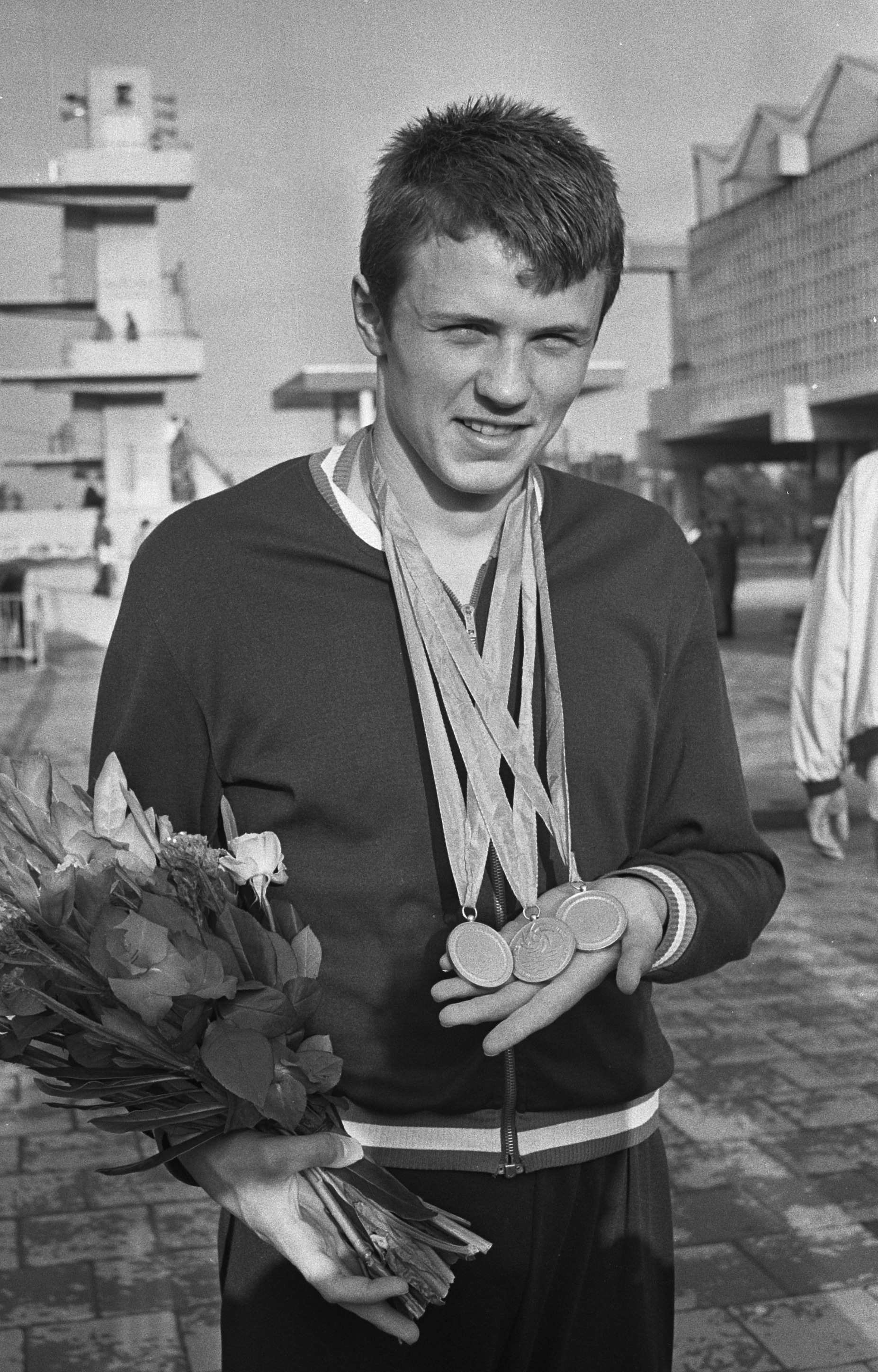
András Hargitay (1971)

András Hargitay [ˈɒndraːʃ ˈhɒrɡitɒ.i] (* 7. März 1956 in Budapest) ist ein ehemaliger ungarischer Schwimmer.
Er gehörte in den 1970er Jahren weltweit zu den besten Lagenschwimmen, konnte aber bei Olympischen Spielen nur in München 1972 als 16-Jähriger eine Bronzemedaille gewinnen. Dafür hielt er sich bei Europa- und Weltmeisterschaften schadlos und gewann insgesamt fünf Titel bei diesen Titelkämpfen über die Lagendistanz, einen weiteren Europameistertitel schaffte er über die 200 m Schmetterling.